# Leonard Myles-Mills
Pour les articles homonymes, voir Myles et Mills.
Leonard Myles-Mills (né à Accra le 9 mai 1973) est un athlète ghanéen, spécialiste du sprint.
Il détient le record d'Afrique du 60 mètres en salle, établi en 1999.

## Biographie
Leonard Myles-Mills a remporté une médaille d'or aux Jeux panafricains de 1999, une médaille d'argent aux Jeux panafricains 2003 et une médaille de bronze aux Championnats d'Afrique de 1998. Son meilleur temps est de 9 s 98, record national du Ghana.
Aux Jeux olympiques de 2004, il participa à la demi-finale (6e).

### Records
| Épreuve              | Performance | Lieu              | Date            |
| -------------------- | ----------- | ----------------- | --------------- |
| 60 mètres (en salle) | 6 s 45 (AR) | Air Force Academy | 20 février 1999 |
| 100 mètres           | 9 s 98      | Boise             | 5 juin 1999     |
| 200 mètres           | 20 s 54     | Lappeenranta      | 2 août 1998     |